# Euradio

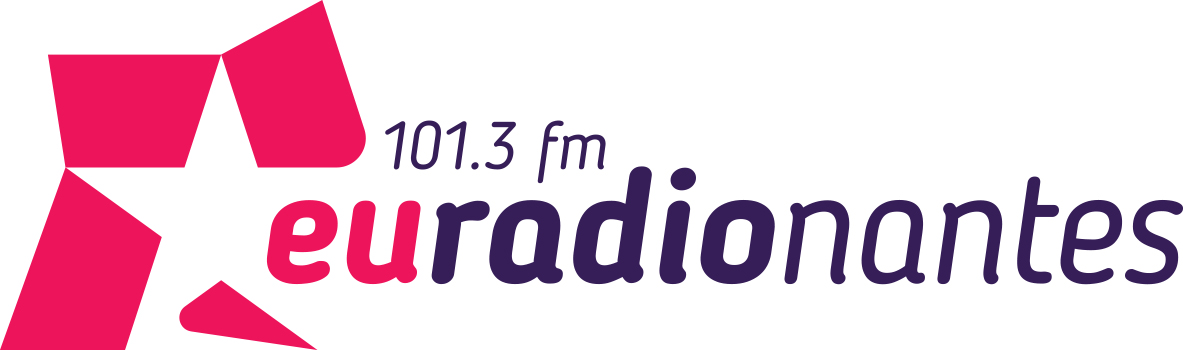
Ancien logo

Euradio, anciennement Euradionantes, est une station de radio diffusée en FM dans la région nantaise, dans les grandes métropoles en DAB+ et sur le web. Sa convention avec le CSA est de type A (radio associative). C'est une radio « généraliste européenne ». Lors de son lancement le 13 mai 2007, elle a été parrainée par Jérôme Clément, président d'Arte.

## Programmes
Le programme d'Euradio est partagé entre l'antenne nationale et les antennes locales.
La rédaction d'Euradio est composée d'une équipe de journalistes qui encadrent des étudiantes et étudiants de divers pays d'Europe pour des stages de six mois environ. C'est une formation essentiellement pratique qui n'est pas agréée par les instances universitaires et ne donne pas lieu à la délivrance d'un diplôme reconnu.
La programmation musicale privilégie les artistes européens « indépendants », même si cette notion n'a pas la même définition d'un pays européen à l'autre.

## Concept
L'idée de « radio école européenne » a été pensée par Laurence Aubron, qui en a dessiné les prémices lors d'une expérience d'animatrice au sein de Jet FM, une autre radio associative nantaise. Euradio traite l'information locale de partout en Europe avec, en permanence, une dimension européenne, en privilégiant l'échelon des initiatives et du vécu des citoyens des différents pays-membres de l'Union européenne.
Depuis sa création, Euradio n'a pas prospecté pour diffuser de publicité sur son antenne même si ce mode de financement reste une éventualité. Elle est financée intégralement par des fonds publics qui proviennent de la ville de Nantes, de la communauté urbaine de Nantes, du département de Loire-Atlantique, de la région Pays de la Loire, du ministère français des Affaires européennes et de l'Union européenne.

## Diffusion
D'après son site web, la station émet :
- Depuis 2007 : en FM sur la région nantaise (en DAB+ depuis 2019)
- Depuis 2018 : en DAB+ à Lille, Lyon et Strasbourg
- Depuis 2019 : en DAB+ à Guérande, La Roche-sur-Yon, Le Havre, Nantes, Pornic, Rouen et Saint-Nazaire
- Depuis 2020 : en DAB+ à Paris, Marseille, Nice, Bordeaux et Toulouse
- Depuis le 29 mars 2023 : en DAB+ à Rennes

En janvier 2021, elle annonce l’imminence de sa diffusion à Bruxelles, Tours, Orléans et Angers.
Outre ces diffusions locales, elle peut être écoutée partout dans le monde, depuis un navigateur, un poste de radio Internet ou un assistant vocal, grâce au flux live diffusé depuis son site web.

## Organisation
Au siège, l'équipe d'Euradio est composée de 10 salariés : techniciens, webmaster, comptable, journalistes, programmateur musical, directeur d'antenne.
Des étudiants européens, sept à douze selon les promotions, sont accueillis au siège, pour six mois dans le cadre d'une convention.
Les antennes locales sont composées d'un journaliste et d'un animateur.
Si le siège national est situé à Nantes, des rédactions locales existent à Lille, Lyon, Rouen et Strasbourg.

## Identité de la station

### Slogans
- « La diversité européenne au creux de l'oreille » est un ancien slogan.

## Récompense
- Médaille d'honneur de la Ville de Nantes 2015
- Prix du citoyen européen 2014
- Nomination au Prix du Journalisme du Parlement européen en 2011
- Mention du Jury du Prix Louise Weiss du journalisme européen 2009
- Prix de l'Initiative Européenne 2007